# Division I i bandy 1935
Division I i bandy 1935 spelades 6 januari–17 februari 1935, och var Sveriges högsta i bandy för herrar säsongen 1935. Södergruppsvinnarna IF Göta från Karlstad lyckades vinna svenska mästerskapet efter seger med 5-2 mot norrgruppsvinarna Västerås SK i finalmatchen på Tingvalla IP den 3 mars 1935. Våren hade anlänt till stora delar av de södra och mellersta delarna av Sverige, och vårvindarna försvårade spel på Stockholms stadion.

## Upplägg
Gruppvinnarna i de två geografiskt indelade 8-lagsgrupperna möttes i final, och lag 7-8 i respektive grupp flyttades ned till Division II. 

## Förlopp
Matchen Hammarby IF-IFK Rättvik i Division I norra, som ingick i premiäromgången, ställdes in, då man hade problem att få spelbar is i Stockholm. IFK Rättvik erbjöd sig att anordna matchen på sin hemmaplan, men Svenska Bandyförbundet tillät Hammarby IF att flytta matchen. Då serien i övrigt var slutspelad var matchen betydelselös, och matchen ställdes in.
Samma dag som den svenska mästerskapsfinalen i bandy spelades även hängmatchen Katrineholms SK-AIK i Division I södra. Katrineholms SK vann och höll sig kvar i Division I. Denna match spelades om den 9 oktober 2010 i Rättvik Arena, men räknades inte in i serietabellen. Hammarby IF vann med 11-0. Lagen spelade i 1935 års replikatröjor.
Skytteligan vanns av Gunnar Hyttse, Västerås SK med åtta fullträffar..

## Seriespelet

### Division I norra
| Nr | Lag          | S | V | O | F | +/-     | P  |
| -- | ------------ | - | - | - | - | ------- | -- |
| 1  | Västerås SK  | 7 | 5 | 1 | 1 | 23 - 11 | 11 |
| 2  | Skutskärs IF | 7 | 4 | 2 | 1 | 23 - 13 | 10 |
| 3  | IFK Uppsala  | 7 | 4 | 1 | 2 | 16 - 13 | 9  |
| 4  | Bollnäs GIF  | 7 | 3 | 3 | 1 | 16 - 14 | 9  |
| 5  | IFK Rättvik  | 6 | 1 | 3 | 2 | 15 - 17 | 5  |
| 6  | SK Tirfing   | 7 | 2 | 1 | 4 | 15 - 17 | 5  |
| 7  | IF Vesta     | 7 | 2 | 0 | 5 | 18 - 21 | 4  |
| 8  | Hammarby IF  | 6 | 0 | 1 | 5 | 5 - 25  | 1  |

- Matchen Hammarby IF-IFK Rättvik spelades ej.

### Division I södra
| Nr | Lag             | S | V | O | F | +/-     | P  |
| -- | --------------- | - | - | - | - | ------- | -- |
| 1  | IF Göta         | 7 | 7 | 0 | 0 | 27 - 8  | 14 |
| 2  | Slottsbrons IF  | 7 | 6 | 0 | 1 | 34 - 10 | 12 |
| 3  | Örebro SK       | 7 | 3 | 2 | 2 | 18 - 15 | 8  |
| 4  | AIK             | 7 | 3 | 0 | 4 | 14 - 15 | 6  |
| 5  | Katrineholms SK | 7 | 2 | 2 | 3 | 20 - 24 | 6  |
| 6  | Nässjö IF       | 7 | 1 | 3 | 3 | 10 - 12 | 5  |
| 7  | BK Derby        | 7 | 1 | 2 | 4 | 16 - 39 | 4  |
| 8  | IF Rune         | 7 | 0 | 1 | 6 | 10 - 26 | 1  |

## Svensk mästerskapsfinal
- 3 mars 1935: IF Göta–Västerås SK 5–2 (Tingvalla IP, Karlstad)

## Svenska mästarna
Mall:IF Göta Bandy 1935